# Robert Anderson
Robert Woodruff Anderson (28. srpna 1917 New York – 2. září 2009 New York) byl americký scenárista a divadelní producent.

## Život
Po absolvování Phillips Exeter Academy v roce 1935 vystudoval literaturu a umění na Harvardově univerzitě, promoval s titulem bakaláře v roce 1939 a v roce 1940 obhájil magisterský titul. Během druhé světové války sloužil v americkém námořnictvu, naposledy jako poručík ve válce v Tichomoří. Za svou vojenskou službu a statečnost byl oceněn bronzovou hvězdou.
Po válce začal pracovat jako dramatik a napsal řadu her. Jako scenárista debutoval v roce 1948 v televizním seriálu The Philco Television Playhouse a dále psal převážně scénáře pro televizní seriály. První filmový scénář napsal v roce 1957 Země před pána podle adaptace románu Jamese. A. Michenera, do něj promítl i vlastní válečné zážitky. Některé z jeho scénářů vycházely z jeho jevištní tvorby.
Anderson se v roce 1959 oženil s herečkou Teresou Wrightovou, v roce 1960 získal Oscara za nejlepší adaptovaný scénář a cenu WGA za scénář k filmu A Nun's Tale (1959) Freda Zinnemanna, nominovaný na nejlepší drama. Za scénář k filmu Gunboat on the Yangtze River (1966), adaptaci stejnojmenného románu Richarda McKennyho, získal nejen cenu Zlatý glóbus za nejlepší scénář, ale také byl znovu nominován na cenu WGA za nejlepší drama.
V roce 1971 byl znovu nominován na Oscara za nejlepší adaptovaný scénář k filmu Gilberta Catese No Song for My Father (1970). Zároveň získal další nominaci na cenu WGA v kategorii Nejlepší adaptovaný scénář. V roce 1981 byl za své literární příspěvky uveden do Síně slávy amerického divadla.

## Dílo
Na českých divadelních scénách jej proslavila komedie:
- You Know I Can't Hear You When the Water's Running (Víš přece, že neslyším, když teče voda) (1967), která se zde hraje nepřetržitě již 25. rokem.[1]